# Mesta (združenje)
Španski kralj Alfonz X. Kastiljski (1252–1284) je leta 1273 ustanovil Častivredno skupščino Meste (špansko El Honrado Consejo de la Mesta ali skrajšano La Mesta), vplivno profesionalno združenje rejcev ovac Kraljevine Kastilije in Leóna, ki so se ukvarjali s transhumantno pašo. Katoliška kralja (1474–1516) sta utrdila pravno moč in razširila privilegije Meste, ki je postala prvi državni ceh in ena od gospodarsko najdonosnejših združenj, ki je oskrbovala srednjeveško Evropo z zelo kakovostno volno merino ovce. Alfonz X. in njegovi nasledniki so lastnikom čred, ki so bili večinoma vojaški redovi, duhovščina in višje plemstvo, dodelili pomembne pravice, pristojnosti in davčne olajšave. Uzakonjeni privilegiji so povzročali številne spore z lastniki zemljišč, na katerih se je drobnica imela pravico pasti ali pa jih prečkati. Z reguliranjem Meste so španski monarhi razvijali in krepili špansko tekstilno industrijo ter utrjevali državni centralizem. Mesta je bila uradno ukinjena leta 1836, ko jo je regentinja Marija Kristina Burbonska zamenjala z Generalnim združenjem ovčarjev Kraljevine.

## Nastanek
Eden izmed glavnih dejavnikov, ki so vplivali na razmah transhumance (oblike migracije črede) in posledično na ustanovitev Meste, je bila politična in vojaška nestabilnost srednjeveške Španije. V času rekonkviste je bil široki pas ozemlja med krščanskimi in muslimanskimi teritoriji prizorišče številnih vojških spopadov, ki so opustošili obdelovalne površine. Transhumantno pašništvo se je zato zdela varnejša in donosnejša panoga od intenzivnih oblik kmetijstva. Črede so se gibale po cañadah, predpisanih poteh, ki so potekale med obdelovalnimi površinami. Pozimi je drobnica migrirala na pašnike na jugu Španije, poleti pa v gorske predele na severu države. Na ta način sta ji bili zagotovljeni optimalno podnebje in ustrezna prehrana. Tri najpomembnejše cañade Kastilije in Leóna v 13. stoletju so se imenovale leonesa, segoviana in manchega. Mreža poti, ki so bile namenjene migracijam črede, je bila skupno daljša od 125.000 kilometrov.     
Lastniki čred in pastirji so se proti koncu 12. stoletja začeli zbirati na skupščinah, imenovanih mestas oziroma oteros, kjer so razpravljali o poslih v zvezi z drobnico, iskali in ustanavljali nove poti ter pašnike za živali, reševali pogoste spore med lastniki zemljišč in lastniki ovac, razločevali ovce brez lastnika, ki so se pomešale med druge (beseda mesta izhaja iz latinske besede mixta, ki pomeni mešanica). 

## Organizacija
Upravljanje Meste je bilo hierarhično zastavljeno. Premožni lastniki ovac, vojaški redovi, duhovščina in višje plemstvo, so na skupščinah določevali funkcije, pripravljali zakone o migracijah črede, pobirali davke, razreševali spore itd. Člani Meste so bili tudi pozamezniki s srednjim ali majhnim številom drobnice, ki so imeli pravico do mnenja in glasovanja na skupščinah, ki so potekale dvakrat ali trikrat letno. Glavna centra za izvoz ovčje volne sta bila Burgos in Medina del Campo.

## Zaton
Razlogi za zaton Meste so bili notranje in zunanje narave. Čeprav je bila Mesta približno petsto let zelo vplivna in pravno močno zaščitena institucija, so se njeni privilegiji ukinjali vzporedno z zatonom Španskega imperija v 18. stoletju. V omenjenem stoletju je bilo zaradi nagle demografske rasti (iz okoli 7 na 10 milijonov prebivalcev) potrebno razširiti obdelovalne površine na račun transhumantne paše. V drugi polovici 18. stoletja je razsvetljenska ideologija napredka in gospodarskega liberalizma nasprotovala srednjeveškim privilegijem Meste. Španski intelektualec Gaspar Melchor de Jovellanos je izdal Poročilo o izvedbi agrarnega zakona, v katerem si je prizadeval za agrarno reformo na liberalnih gospodarskih načelih in v katerem je predlagal popolno razpustitev Častivredne skupščine Meste. Leta 1812 je prva španska liberalna ustava ukinila Mesto, popolnoma pa je bila ukinjena leta 1836, ko jo je regentinja Marija Kristina Burbonska zamenjala z Generalnim združenjem ovčarjev Kraljevine.

## Mesta danes
Kraljeve cañade so bile večinoma spremenjene v obdelovalne površine ali pa so namesto njih zgradili ceste. Z namenom prikaza zgodovinske pomembnosti ovčjih poti, Ministrsvo za kmetijstvo, prehrano in okolje vsako leto organizira prihod čred na ulice v centru Madrida. Tradicionalna jesenska slovesnost velja za simboličen dogodek, katerega osrednji del vključuje pohod ogromne črede ovac po Calle Mayor, Puerta del Sol in Calle de Alcalá. Drobnico vodijo pastirji, navadno pa jo pospremijo tudi različna društva, ki so podporniki transhumance.